# Německé námořnictvo
Německé námořnictvo (Deutsche Marine) je jednou ze složek ozbrojených sil Německa. Historicky navazuje na starší německá námořnictva, například Reichsflotte, pruské námořnictvo, německé císařské námořnictvo, námořnictvo Výmarské republiky a rovněž Kriegsmarine, jejíž porážka v druhé světové válce stála u jeho zrodu. Svůj současný název má od sloučení s východoněmeckou Volksmarine po sjednocení Německa.

## Studená válka

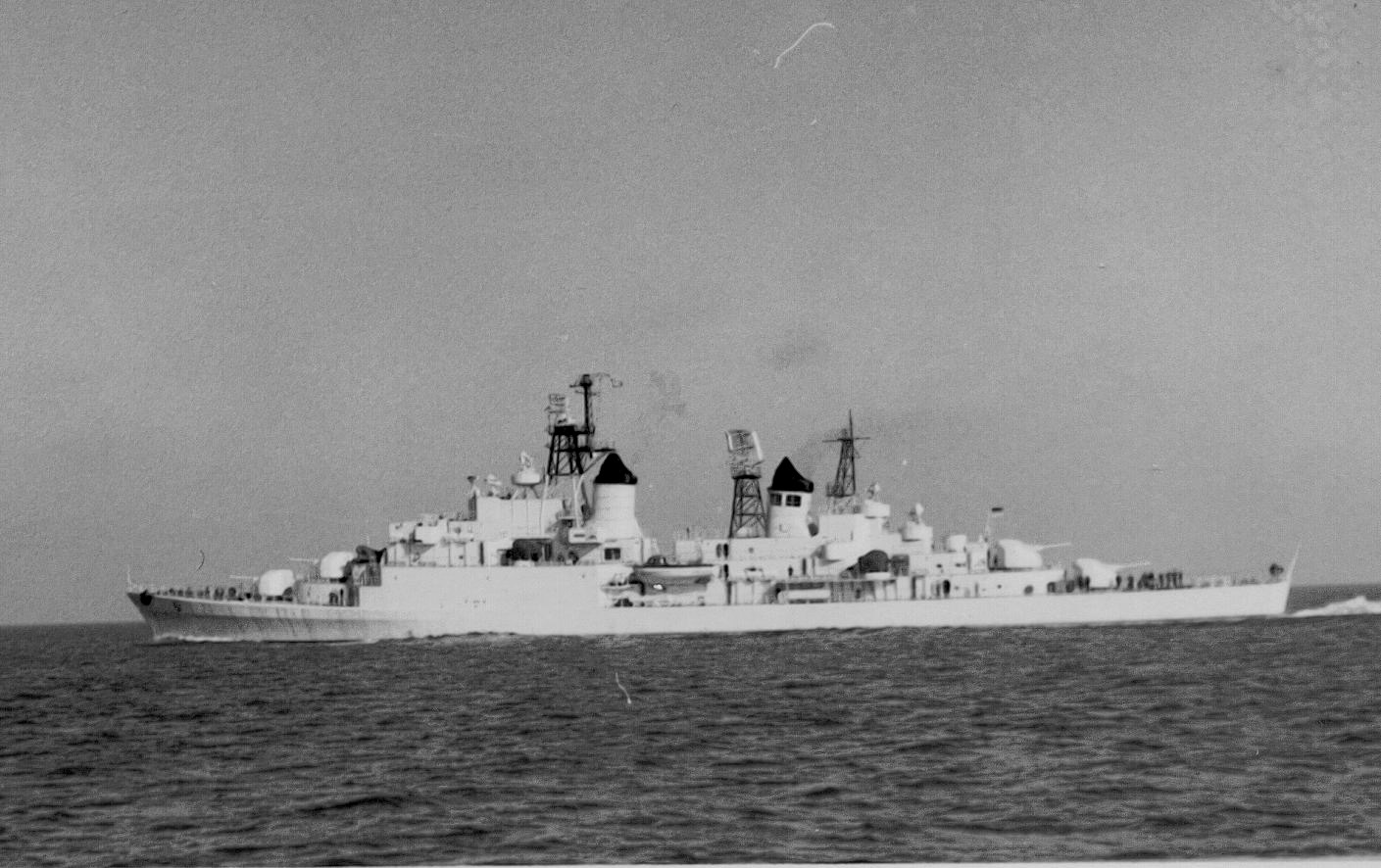
Fregata Hamburg

V letech 1945–1956 nesmělo mít Německo žádné válečné námořnictvo. Rostoucí napětí v prvních letech studené války vedlo k založení Severoatlantické aliance na jedné straně a Varšavské smlouvy nedlouho poté. V roce 1956 bylo Západní Německo přijato do NATO a začala obnova jeho ozbrojených sil včetně námořnictva — Bundesmarine (paralelně existovala východoněmecká Volksmarine).
Hlavním operačním prostorem Bundesmarine bylo Baltské a Severní moře. Jeho hlavním úkolem bylo v případě konfliktu zabránit sovětskému baltskému loďstvu v průniku do Severního moře a dále do Atlantiku. Dalším úkolem byla ochrana námořních tras v severním a norském moři.

## Současnost

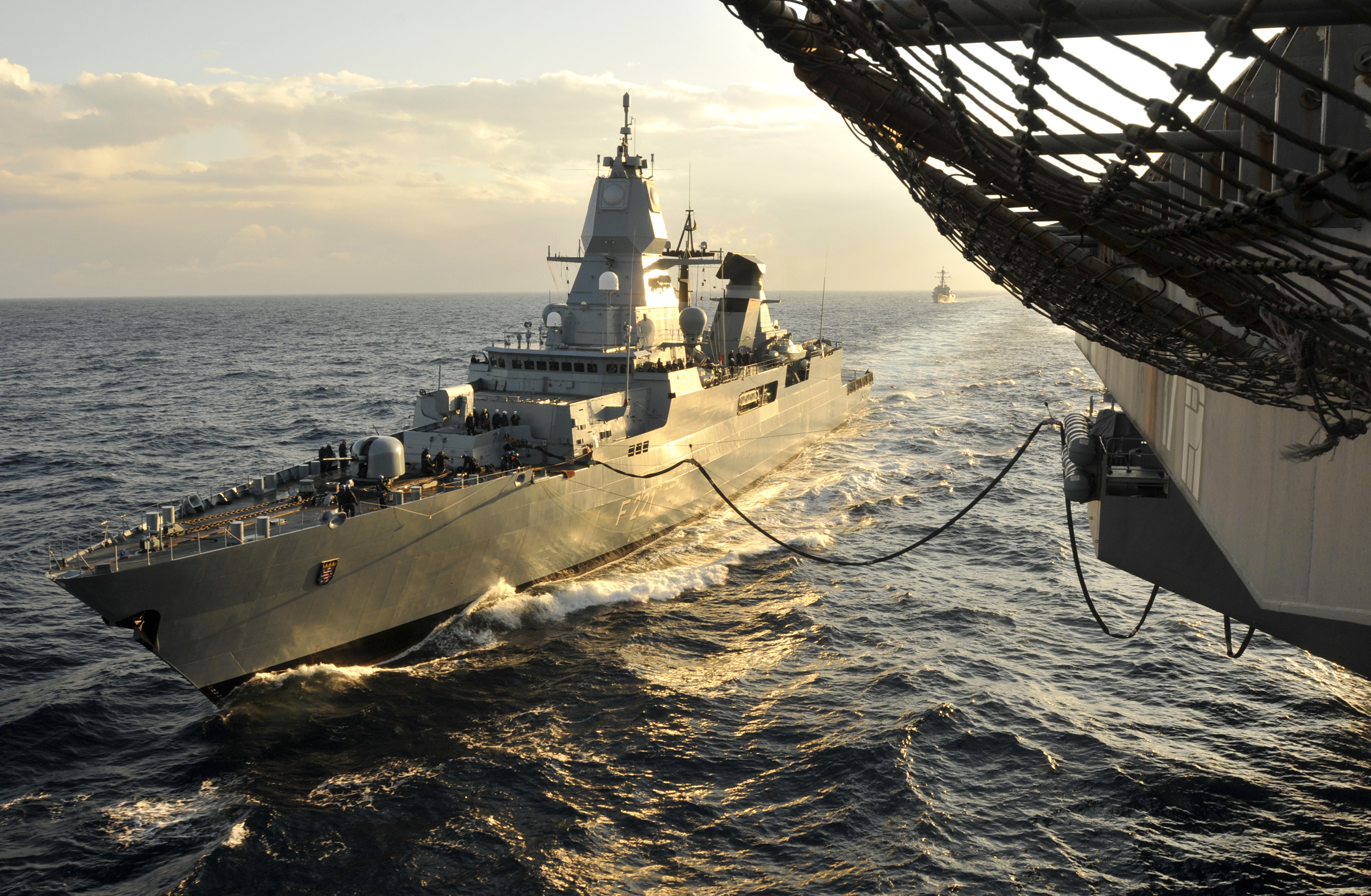
Nejmodernější německá fregata Hessen doplňuje palivo z americké letadlové lodi USS Dwight D. Eisenhower

Po skončení studené války a sjednocení Německa byla sloučena i obě námořnictva — Bundesmarine tehdy dostala svůj současný název Deutsche Marine. Východoněmecké válečné lodi byly brzy vyřazeny. V roce 1995 bylo v řadách německého námořnictva 35 000 mužů. Celé námořnictvo je plně integrováno do sil NATO. Nová situace umožnila omezení německé přítomnosti v Baltském moři a naopak jeho větší aktivitu i mimo něj. Mezi jeho hlavní úkoly nyní patří obrana německého a spojeneckého území a rovněž účast na mezinárodních misích.
Během války v zálivu v letech 1990–1991 poslalo německé námořnictvo své minolovky do oblasti Středomoří a Perského zálivu. Od roku 2001 participuje na protiteroristické monitorovací operaci Active Endeavour ve Středomoří (nasadilo fregatu Bayern) a na operaci Trvalá svoboda. V současnosti se německé námořnictvo zapojilo do boje proti modernímu námořnímu pirátství v oblasti Somálska. Od roku 2008 je součástí protipirátské mise EU (EU NAVFOR) — operace Atalanta.

## Složení

### Fregaty
- Třída Baden-Württemberg
  - Baden-Württemberg (F222)
  - Nordrhein-Westfalen (F223)
  - Sachsen-Anhalt (F224)
  - Rheinland-Pfalz (F225)

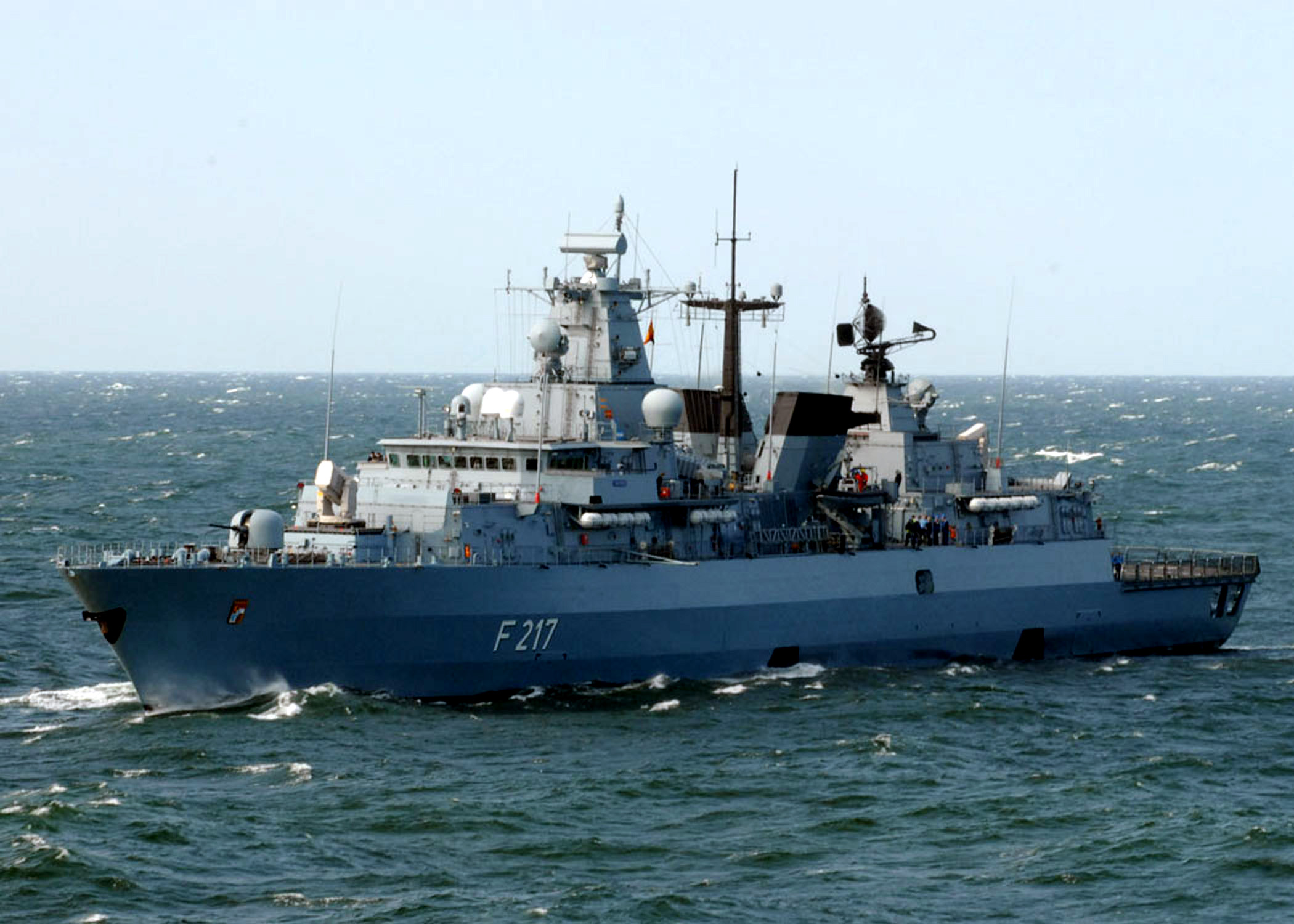
Bayern (F217)

- Třída Sachsen – protiletadlová stealth fregata (velikostně torpédoborec, z politických důvodů fregata)
  - Sachsen (F219)
  - Hamburg (F220)
  - Hessen (F221)

- Třída Brandenburg – univerzální fregata
  - Brandenburg (F215)
  - Schleswig-Holstein (F216)
  - Bayern (F217)
  - Mecklenburg-Vorpommern (F218)

### Korvety

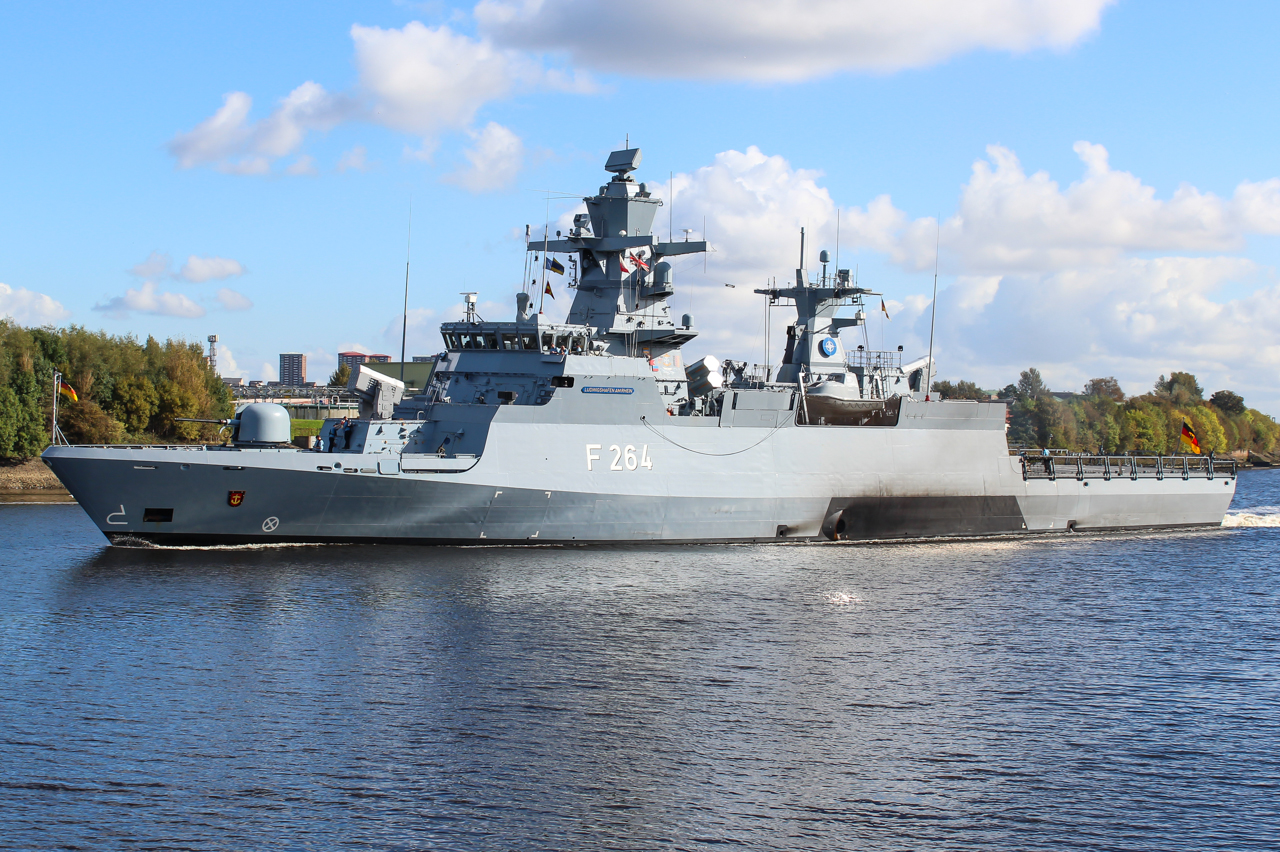
Ludwigshafen am Rhein (F264)

- Třída Braunschweig – univerzální korveta
  - Braunschweig (F260)
  - Magdeburg (F261)
  - Erfurt (F262)
  - Oldenburg (F263)
  - Ludwigshafen am Rhein (F264)

### Ponorky

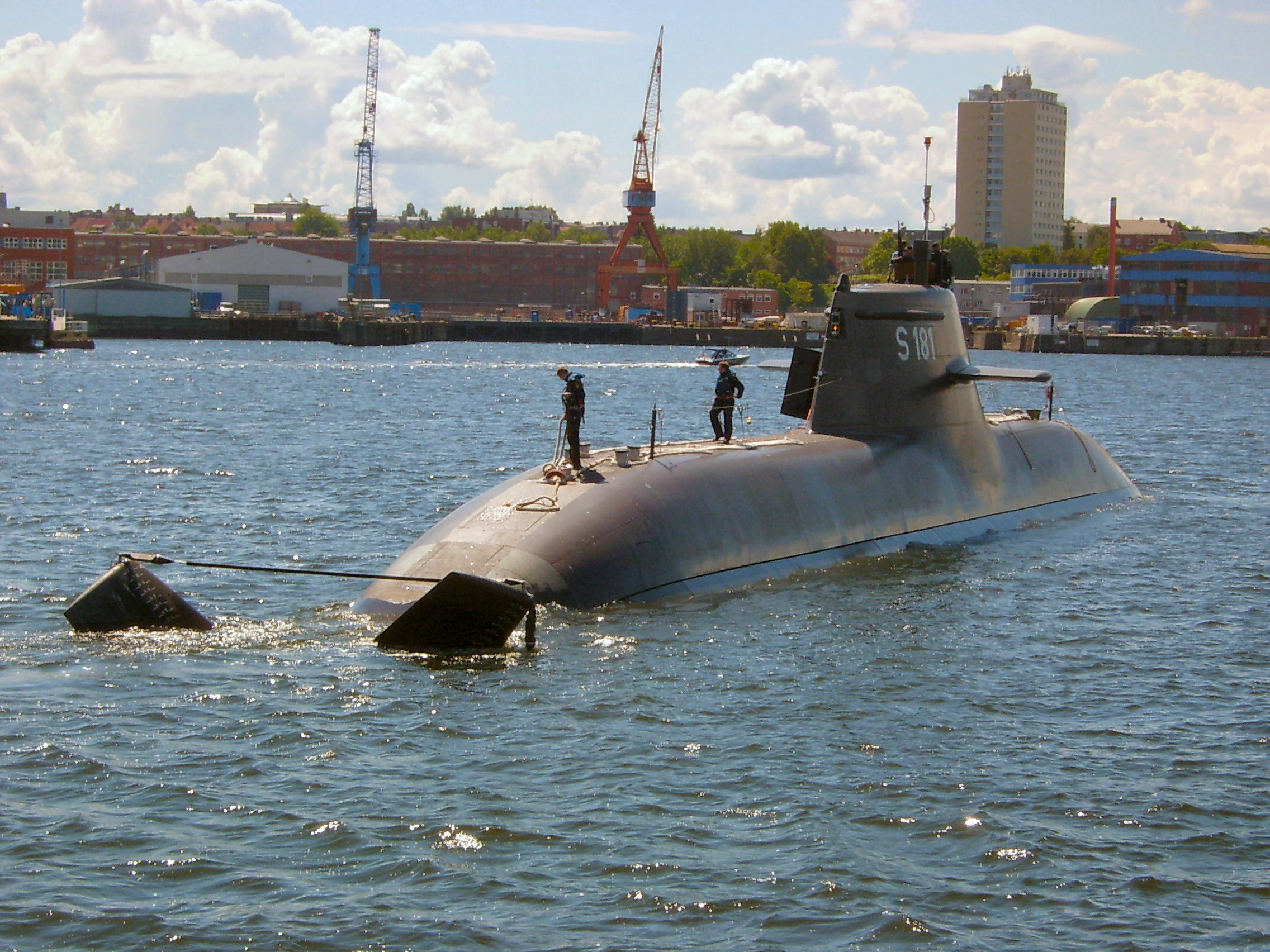
Ponorka U-31

- Typ 212A – diesel-elektrická útočná ponorka
  - U-31
  - U-32
  - U-33
  - U-34

- Typ 212B
  - U-35
  - U-36

### Minolovky
- Třída Ensdorf – 2 jednotky
- Třída Frankenthal – 10 jednotek

### Pomocné lodě
- Třída Berlin – zásobovací tanker
  - Berlin (A 1411)
  - Frankfurt am Main (A 1412)
  - Bonn (A 1413)

- Třída Rhön – zásobovací tanker
  - Rhön (A 1442)
  - Spessart (A 1443)

- Třída Elbe – tender (6 ks)

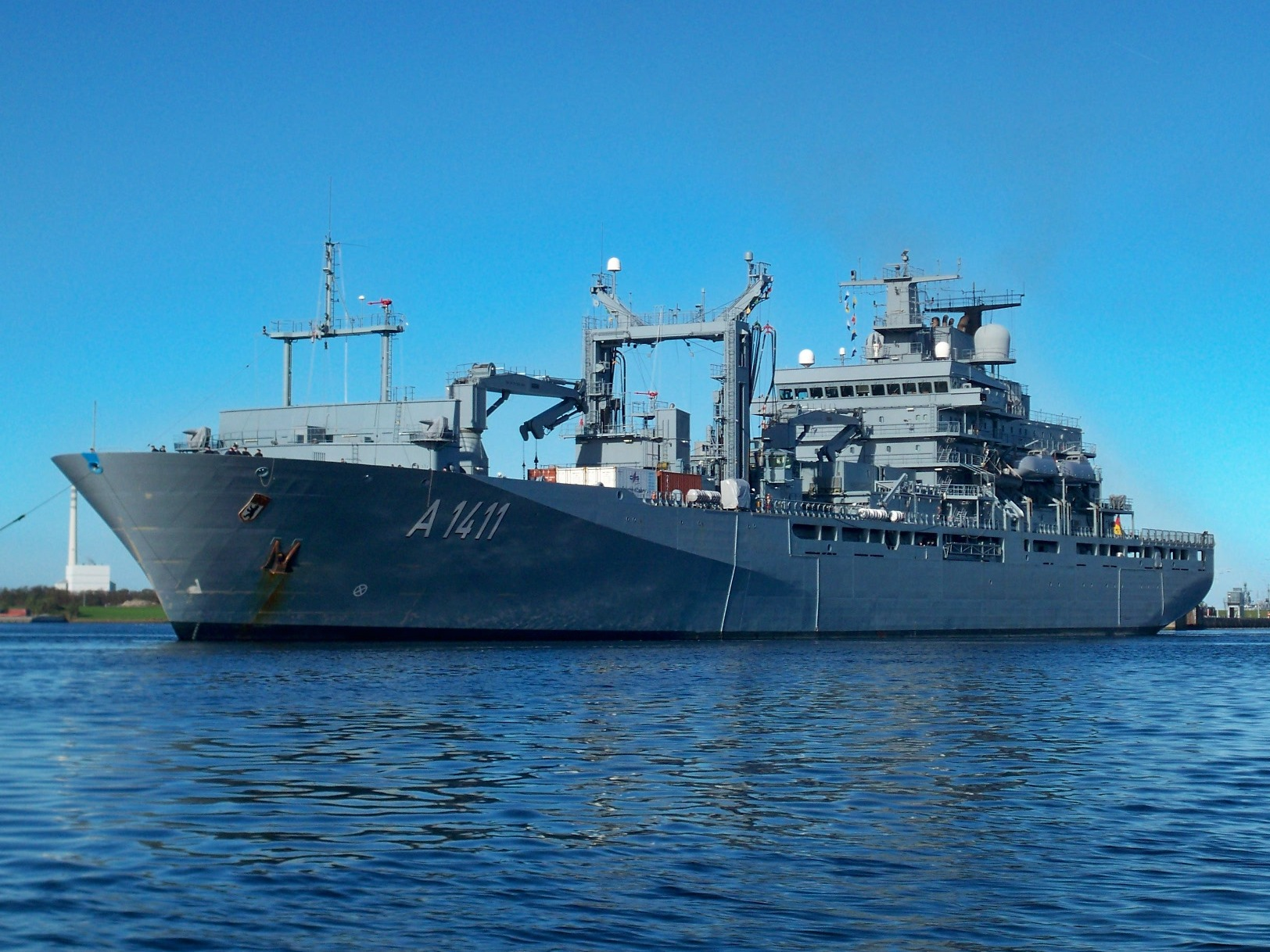
Berlin (A 1411)

- Třída Oste – zpravodajská loď (3 ks)
- Planet – výzkumná loď
- Rügen (ex Highland Endurance a Rota Endurance) – oceánského remorkéru/záchranné loď[4]
- Borkum (ex Coral Guardian a Britoil Guardian) – oceánského remorkéru/záchranné loď[5]
- Gorch Fock – cvičná loď

## Plánované posily
- Typ 212CD (6 ks) – Ponorky, vyvíjeny ve spolupráci s Norskem.
- Třída Niedersachsen (6 ks) – Víceúčelové fregaty.
- Třída Braunschweig (K130) (5 ks) – Druhá série této třídy. Ve stavbě od roku 2019.
- Typ 424 (3 ks) – Průzkumná plavidla nahrazující třídu Oste (typ 423). Postaví je loděnice Lürssen. Vstup do služby prototypu plánován na rok 2027.[6]
- Typ 707 (2 ks) – Nahradí třídu Rhön (typ 704).[7]
- Třída Kalkgrund (2 ks) – Víceúčelové lodí